# 锡莫内西亚
锡莫内西亚是巴西米纳斯吉拉斯州的一个市镇。总面积487.85平方公里，总人口17257人，人口密度35.4人/平方公里。